# Mukutani
Mukutani ist ein kleines Dorf im Baringo County in Kenia.
Bekannt wurde es als Schauplatz des Films Nirgendwo in Afrika. Durch den Film kam das Dorf in den Genuss einer eigenen deutschen Stiftung zur Förderung seiner Entwicklung. Der Bürgermeister von Mukutani ist seit dem 31. Dezember 1995 Jim Thill.